# Лейденская обсерватория

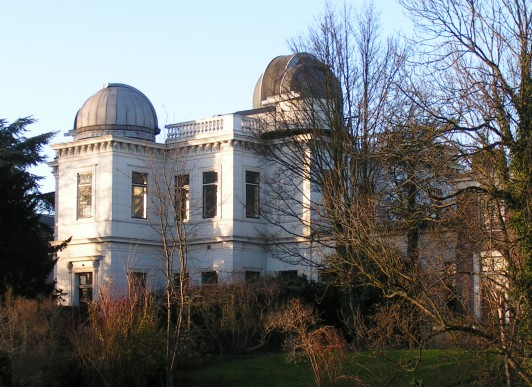
Второе здание Лейденской обсерватории, построенное в 1860 году (сейчас в нём располагается биологическое отделение). На крыше видны купола́ двух телескопов.

Ле́йденская обсервато́рия (нидерл. Sterrewacht Leiden, коды обсерватории «013» и «512») — астрономическая обсерватория в городе Лейден (Нидерланды).
Она была открыта Лейденским университетом в 1633 году и является самой старой действующей университетской обсерваторией в мире (до этого в средневековых университетах преподавание астрономии имело преимущественно теоретический характер и наблюдения производились при помощи частного оборудования, а не университетского).
Первоначальное здание, отведённое под обсерваторию, более не используется для астрономических наблюдений; в 1860 году Лейденская обсерватория переместилась в Витте Сингель (Witte Singel), а в 1974 году — в северо-западную часть центра города. Астрономическое отделение является самым большим в Нидерландах; оно обладает всемирной известностью и используется для проведения исследований в широком диапазоне астрономических дисциплин.
В обсерватории работали такие видные астрономы и физики, как Виллем де Ситтер, Ян Оорт, Эйнар Герцшпрунг, Якобус Каптейн.
В 1938 году была открыта Лейденская южная станция в ЮАР. Она проработала в течение 40 лет.